# Service des douanes et de l'immigration de Jersey
Le service des douanes et de l'immigration de Jersey (en anglais : States of Jersey Customs and Immigration Service) est l'organisme officiel de contrôle des frontières des États de Jersey.
Le service des douanes et de l'immigration de Jersey résulte de la fusion, réalisée le 1er janvier 2005, de deux services distincts : l'ancien Bureau des impôts et le département de l'immigration et de la nationalité.
Le poste d'Agent des impôts fut créé à Jersey en 1602. La fonction porte aujourd'hui le terme de chef de service.
Le service des douanes et de l'immigration est régie par la loi de 1999 sur les Douanes et le Droit d'accise (Customs and Excise Jersey Law 1999).
Le siège du service des douanes et de l'immigration est situé dans le bâtiment de la Maison Maritime House, Route du Port Elizabeth, à Saint-Hélier.